# Studia humanitatis
Studia humanitatis eller humaniora är en term som kommer från renässansens Italien. Uttrycket kommer från 1400-talets italienska humanister. Studia humanitatis gav den teoretiska grenen en riktning, ett system, ett mönster och en ordning. I detta fält ingick sådant som man bedömde vara viktigt för ett fritt och aktivt sinne, som till exempel retorik, poesi, etik och politik. Retorik ansågs vara av stor vikt.
Den italienska term som vi får humanism ifrån (umanista) refererar till en lärare eller student som studerar klassisk litteratur och konsterna som hör därtill, inklusive retorik. Man ville under denna tid läsa de antika texterna och förstå deras verkliga mening, samtidigt som man ville blottlägga och avvisa de begränsade eller falska meningar som man i Europa hade tillskrivit dem under den kristna dominansen.

## Den italienska humanismens roll
De italienska humanisterna spelade en viktig roll för det återkommande intresset för klassiska språk och retorik under renässansen. De utvecklade även teorier och metoder för datering och tolkning av antika dokument, vilket i sin tur väckte ett större intresse för vilken roll språk spelar i skapandet och formandet av samhällen.

## Lauro Martines
Lauro Martines summerar de olika intellektuella värden som för den humanistiska rörelsen i Italien under renässansen ansågs vara viktiga. 
1. Den första punkten som Martines tar upp är att ”förstå texten rätt”. Han menade att man skulle samla de tidigaste kända manuskripten och applicera de mest utvecklade filologiska teknikerna på dem. Detta med avsikt att producera en autentisk tolkning av texten.
2. Den andra punkten var att man som humanist skulle söka att placera texten i den rätta historiska kontexten. Detta för att inte felbedöma olika ord och frasers värde. Genom denna ansats till texterna uppkom även senare det som vi idag känner till som hermeneutik.
3. Den tredje punkten betonar vikten av fakta i texten som man genom analysen kan säkerställa. Sådana fakta som söktes kunde till exempel vara ord, dokument, datum, specifika händelser och historiska personer. Detta skapade också, enligt Martines, en häftig akademisk konflikt då många av de lärda och utbildade humanisterna menade att man inte kunde göra legitima tolkningar av juridiska, medicinska eller religiösa texter utan att till fullo bemästra det antika ursprungsspråk som texten var skriven på.
4. Den fjärde punkten i summeringen utgår ifrån premissen att man återuppväckte intresset för sekulariserad/sekulär historia. Historia som i större utsträckning är nedtecknad som skildringar av politik, krig och biografier, i motsats till den annars normalt större vikten som lagts vid de religiösa aspekterna av en händelse. Med detta menar Martines att de italienska humanisterna under renässansen introducerade historia som ett skolämne samtidigt som man frigjorde historiskt skrivande från dess beroende av argumenten om ständigt gudomligt ingripande.

## Renässansens retorik
Under renässansen växte retoriken återigen till ett ämne som studerades och fick erkännande på bred front, kanske för första gången sedan antiken. Det skrevs en stor mängd böcker och texter ämnade att studera retorik som ämne och/eller ur ett bildningssyfte. Retorik var under renässansen ett djupt undersökt ämne som studerades och undervisades på en mycket hög nivå. Retorik var under denna period utbildningens språk såväl som de utbildades språk.
Humanismen, specifikt den italienska humanismen, spelade en stor roll för retorikens inflytande från 1300-talet ända fram till 1750-talet. Retorikens status som akademiskt ämne växte sig även mycket stark på grund av den uppmärksamhet ämnet fick genom diskussionerna kring filosofins roll som grund för utbildning. Genom argumentationer kring detta framlagda av inflytelserika intellektuella personer som Francesco Petrarca och Lorenzo Valla växte också retorikens status avsevärt. 
Retorik blev under denna period ett verktyg för att ställa frågor till den rådande ordningen i samhället. Det blev ett sätt att inviga och inge befolkningarna i Europa med nya tankar och idéer. För vissa, till exempel Valla och Petrarca, blev det till och med ett verktyg för att utveckla och förfina den kristna kulturen. De kristna texterna var dock skrivna med avsikten att klara av de test som andra antika texter skulle kunna utsättas för. Detta gjorde arbetet än mer betydelsefullt, vilket i sin tur skänkte retoriken en status under renässansen som liknade den i det antika Grekland och Rom. Retoriken fick en framstående status och ansågs vara mycket intressant av humanisterna då den både kunde skänka insikt och möjligheten att bevara viktiga kulturella och religiösa dokument och värderingar. 
Under renässansen fick även talaren en hög status som påminde om den under det antika Grekland och Rom. Den sanne talaren blev återigen idealbilden av en utbildad person. Det var en person som både var vältalig och mycket kunnig inom det vi idag kallar humaniora. Men det var inte bara inom humanioran som retoriken växte sig starkare under renässansen, det var också inom den politiska sfären. Retorik ansågs vara medlet med vilket man kunde vinna självinsikt, såväl som medlet för effektivt styre och en effektiv regering.
Det var först under renässansens senare hälft som retoriken återigen tappade i bredd och inflytande. Det var under denna period som Petrus Ramus lyckades förflytta vissa av de viktiga retoriska elementen och begreppen till dialektiken, vilket blev ett kraftigt slag mot retorikens intellektuella status. Det var dock även under denna tid som retoriken verkligen fick fäste i England. Där växte retoriken till ett framstående ämne som behandlade den stil som var mest effektiv vid en debattsituation.

## Retorik och renässansens konst
När man talar om renässansen och dess yttringar kommer man nästan alltid in på den konst som producerades under epoken. I de sydligare delarna av Europa fanns det tydliga kopplingar mellan konsten och den fascination man inom renässansens humanism hyste för bild och form ("fine arts") och retorik. Man teoretiserade och praktiserade en typ av estetik som integrerade retoriska kategorier i konstformen. Lawrence J. Prelli sade att målning var ”stum poesi och poesi är att tala i bild”. Ofta inom målningen använde man retorikens pistis som en utgångspunkt. Om man till exempel målade en tavla av en dygdig och nobel karaktär ville man på samma sätt som de antika grekerna influera åskådaren att ta efter och återspegla de dygder som i bilden var synliga.
Prelli skriver att en målare, en konstnär, som målar inger sig i ett retoriskt företag som är jämförbart med den uppgift som Cicero gav till sin idealiska talare i De Oratore. Uppgiften att på ett korrekt sätt återspegla och fortplanta de ideala medborgerliga dygderna.

## Kritik mot retoriken
Trots retorikens stora framgångar under renässansen så fanns det de som var kritiska. Flera framstående författare nedgraderade retoriken till en uppsättning riktlinjer kring stil och uttryck under 1400-talet och 1500-talet. Logik och dialektik ansågs vara mer passande ämnen att studera för dem inom akademierna än retorik. Man ansåg även att argumentation låg under dialektiken som ett medel att tillgå vid disputation av en annan akademikers verk.
Petrus Ramus var en av denna tids mer framstående retoriska kritiker.  

## Petrus Ramus
Petrus Ramus (1515–1572) antog en under denna tid väldigt kontroversiell och alternativ filosofi kring lärande och bildning. Ramus gjorde inga referenser till varken Aristoteles, Cicero eller Quintilianus i sina teorier om lärande. Han erkände inte deras auktoritet som tidens akademiska gudar, utan han var snarare skeptisk till hur de behandlade retorik som ämne och vilket värde de faktiskt hade som akademiska förebilder. Ramus beskrev till och med Aristoteles som någon som ”i huvudsak blandade ihop retorik och dialektik” och Cicero som någon som ”inte kunde hålla igen och kontrollera sig själv” när han talade. Även Quintilianus teorier fick motta stor kritik ifrån Ramus. Han skrev en text som till och med titulerades ”Arguments in Rhetoric against Quintilian”, i vilken han avfärdar Quintilianus koncept om den perfekta talaren som något ”meningslöst och korkat”. Att Quintilianus inte erkände det faktum att en vältalig person mycket väl kunde vara ond samtidigt var för Ramus outgrundligt. 
Som ett steg i sin reaktion mot den klassiska tradition som var typisk för den italienska humanismen förflyttade Ramus uppfinningsrikedomen från den retoriska domänen till den dialektiska domänen. Retorik var bara verbal utsmyckning enligt Ramus och därför inte av någon större vikt.
Retoriken led under denna period stora förluster i södra Europa som akademiskt studieämne på grund av det stora inflytande Petrus Ramus hade i den intellektuella världen.